# Pedicia lewisiana
Pedicia lewisiana är en tvåvingeart som beskrevs av Alexander 1958. Pedicia lewisiana ingår i släktet Pedicia och familjen hårögonharkrankar. Inga underarter finns listade i Catalogue of Life.